# Оржевский сельсовет
Оржевский сельсовет — муниципальное образование со статусом сельского поселения в составе Умётского района Тамбовской области России.
Административный центр — село Масловка.

## История
В соответствии с Законом Тамбовской области от 17 сентября 2004 года № 232-З установлены границы муниципального образования и статус сельсовета как сельского поселения.
В соответствии с Законом Тамбовской области от 3 декабря 2009 года № 587-З в состав сельсовета включён упразднённый Паникский сельсовет.

## Население
| 2010  | 2012  | 2013  | 2014  | 2015  | 2016  | 2017  |
| ----- | ----- | ----- | ----- | ----- | ----- | ----- |
| 1559  | ↘1500 | ↘1469 | ↘1413 | ↘1388 | ↘1339 | ↘1310 |
| 2018  | 2019  | 2020  | 2021  |       |       |       |
| ↘1286 | ↘1244 | ↘1233 | ↘1225 |       |       |       |

## Состав сельского поселения
| №  | Населённый пункт | Тип населённого пункта       | Население |
| -- | ---------------- | ---------------------------- | --------- |
| 1  | Бурчаловка       | деревня                      | →0        |
| 2  | Васильевка       | село                         | ↘105      |
| 3  | Верхние Пески    | деревня                      | ↘80       |
| 4  | Елисеевка        | село                         | ↘10       |
| 5  | Ивано-Петровка   | деревня                      | ↘4        |
| 6  | Масловка         | село, административный центр | ↘402      |
| 7  | Нижние Пески     | село                         | ↘253      |
| 8  | Оржевка          | село                         | ↘452      |
| 9  | Паника           | село                         | →32       |
| 10 | Солдатчино       | деревня                      | ↘50       |
| 11 | Творогово        | село                         | ↘57       |
| 12 | Тишениновка      | деревня                      | ↗3        |
| 13 | Юферовка         | деревня                      | ↘1        |